# Iwan Sandulak
Iwan Sandulak (także Sanduliak-Łukyniw, Sanduliak-Łukycz, ur. 1848 w Karłowie koło Śniatynia, zm. 1926) – ukraiński działacz społeczny i polityczny.
Pochodził z rodziny chłopskiej. W latach 1908–1913 był posłem do Sejmu Krajowego Galicji z ramienia Ukraińskiej Partii Radykalnej.